# Берта (монастырь)
Бе́рта (груз. ბერთა) — грузинский православный монастырь в исторической области Тао-Кларджети. Расположен в современной Турции, в деревне Ортакей (бывшая Берта), провинция Артвин. Построен в VIII или IX веке. Уцелевшее строение сейчас используется как мечеть.

## Название
Самое раннее упоминание находитсяв «Житии Григория Хандзтели» Георгия Мерчуле. Содержит корень «бер-» (груз. ბერი, «духовное лицо») и «-та» (груз. თა, суффикс родительного числа).

## История
Монастырь Богородицы в Берте впервые упоминается грузинским писателем X века Георгием Мерчуле как часть грузинских монашеских общин, действовавших под руководством Григория Хандзтинского (759–861 гг.). Монастырь располагался на холме с видом над деревней Ортакёй. Состоял из нескольких построек, из которых главная церковь была куполообразной, облицованной гладко отделанными небольшими блоками. После османской оккупации княжества Самцхе в XVI веке церковь была заброшена. В XIX веке оставшееся здание было преобразовано в мечеть, и к ней был пристроен минарет. К северу от бывшей церкви сохранились руины большой прямоугольной трапезной.

## Рукописи
Монастырь также функционировал как центр литературной деятельности. Сохранились две важные грузинские рукописи, известные как Бертинские евангелия. Один, датируемый 988 годом, хранится в Музее теологической школы Андовера Ньютона в США; другой (Q-906) датируется XII веком и хранится в Национальном центре рукописей в Тбилиси, Грузия. Его позолоченная обложка приписывается мастеру XII века Бешкену Опизари.